# Cheiloclinium serratum
Cheiloclinium serratum är en benvedsväxtart som först beskrevs av Jacques Cambessèdes, och fick sitt nu gällande namn av Albert Charles Smith. Cheiloclinium serratum ingår i släktet Cheiloclinium och familjen Celastraceae. Inga underarter finns listade.